# Mittelgebirgsstraße
De Mittelgebirgsstraße (L9) is een 20,77 kilometer lange Landesstraße (lokale weg) in het district Innsbruck Land en de Statutarstadt Innsbruck in de Oostenrijkse deelstaat Tirol. De weg begint in Innsbruck aan de Innsbrucker Straße (B174). Van daar loopt de weg in zuidelijke richting, langs het voetbalstadion Tivoli Stadion Tirol, om na de Inntal Autobahn (A12) en de Brenner Autobahn (A13) te hebben gekruist in westelijke richting verder te lopen. Hier splitst zich ook de Aldranser Straße (L32) richting Aldrans af en is ook een aansluiting op de A12 te vinden, afslag Innsbruck-Mitte. Vervolgens loopt de bochtige weg door bebost gebied, ten oosten van de Bergisel, richting zuidwesten. Na Vill te zijn gepasseerd buigt de weg in Igls weer naar het oosten af en loopt de weg korte tijd parallel aan de Mittelgebirgsbahn. Ten noordwesten van Sistrans, bij Starkenhof, sluit de Mittelgebirgsstraße aan op het andere uiteinde van de Aldranser Straße. Bij Tulfes buigt de weg opnieuw naar het noorden af, om uiteindelijk aan te sluiten op de Tiroler Straße (B171) en de afrit Hall-Mitte aan de A12.
Op het traject Innsbruck-Vill van de Mittelgebirgsstraße reden in 2005 gemiddeld 5462 voertuigen per dag, waarvan gemiddeld 250 vrachtwagens. Op het andere deel van de weg is de verkeersdruk lager. Zo werden in maart 2006 nabij Tulfes gemiddeld 2813 passerende voertuigen per dag gemeten.